# Offe Peak
Offe Peak är en bergstopp i Antarktis. Den ligger i Östantarktis. Australien gör anspråk på området. Toppen på Offe Peak är 1 136 meter över havet.
Terrängen runt Offe Peak är platt. Trakten är obefolkad. Det finns inga samhällen i närheten.